# Jim Furyk
James Michael Furyk (West Chester, 12 maggio 1970) è un golfista statunitense.
Il suo successo più importante è stata la vittoria negli U.S. Open, uno dei quattro tornei major del circuito, ottenuta nel 2003.
Tra il 1999 e il 2008 è stato per 250 settimane tra i primi dieci giocatori dell'Official World Golf Rankings, raggiungendo come migliore posizione il 2º posto nel settembre 2006.
In carriera ha vinto complessivamente 22 tornei.
Dotato di uno swing del tutto originale, è sempre stato uno dei giocatori più precisi del tour, tanto da raggiungere i 59 colpi (BMW Championship, 2013) e passando alla storia con 58 colpi (ultima giornata del Travelers Championship, 2016), risultato mai raggiunto sul PGA tour primo di allora.

## Biografia
Furyk è nato il 12 maggio 1970 a West Chester, in Pennsylvania. I suoi antenati sono cechi e polacchi da parte di madre e ucraini e ungheresi da parte di padre. Suo padre, Mike, era un assistente professionista presso l'Edgmont Country Club e in seguito ha trascorso del tempo come professionista anche al West Chester Golf and Country Club e al campo da golf Hidden Springs a Horsham, in Pennsylvania. Trascorse i suoi primi anni nella periferia di Pittsburgh imparando il gioco da suo padre, che era anche capo professionista dell'Uniontown Country Club a Uniontown, Pennsylvania.

### Vita privata
Furyk è sposato con sua moglie Tabitha e hanno due figli. Possiede case al Kapalua Resort e a Ponte Vedra Beach.

## Vittorie professionali (29)

### PGA Tour vittorie (17)
| Legenda                      |
| Tornei Major (1)             |
| FedEx Cup playoff events (1) |
| Altro PGA Tour (15)          |

| No. | Data               | Torneo                        | Punteggio di vittoria | To par | Margine | Secondo/i                                             |
| --- | ------------------ | ----------------------------- | --------------------- | ------ | ------- | ----------------------------------------------------- |
| 1   | 15 ottobre, 1995   | Las Vegas Invitational        | 67-65-65-67-67=331    | −28    | 1 colpo | Billy Mayfair                                         |
| 2   | 18 febbraio, 1996  | United Airlines Hawaiian Open | 68-71-69-69=277       | −11    | Playoff | Brad Faxon                                            |
| 3   | 18 ottobre, 1998   | Las Vegas Invitational (2)    | 67-68-69-63-68=335    | −25    | 1 colpo | Mark Calcavecchia                                     |
| 4   | 17 ottobre, 1999   | Las Vegas Invitational (3)    | 67-64-63-71-66=331    | −29    | 1 colpo | Jonathan Kaye                                         |
| 5   | 6 marzo, 2000      | Doral-Ryder Open              | 65-67-68-65=265       | −23    | 2 colpi | Franklin Langham                                      |
| 6   | 14 gennaio, 2001   | Mercedes Championships        | 69-69-69-67=274       | −18    | 1 colpo | Rory Sabbatini                                        |
| 7   | 26 maggio, 2002    | Memorial Tournament           | 71-70-68-65=274       | −14    | 2 colpi | John Cook, David Peoples                              |
| 8   | 15 giugno, 2003    | U.S. Open                     | 67-66-67-72=272       | −8     | 3 colpi | Stephen Leaney                                        |
| 9   | 3 agosto, 2003     | Buick Open                    | 68-66-65-68=267       | −21    | 2 colpi | Briny Baird, Chris DiMarco, Geoff Ogilvy, Tiger Woods |
| 10  | 3 luglio, 2005     | Cialis Western Open           | 64-70-67-69=270       | −14    | 2 colpi | Tiger Woods                                           |
| 11  | 7 maggio, 2006     | Wachovia Championship         | 68-69-68-71=276       | −12    | Playoff | Trevor Immelman                                       |
| 12  | 10 settembre, 2006 | Canadian Open                 | 63-71-67-65=266       | −14    | 1 colpo | Bart Bryant                                           |
| 13  | 29 luglio, 2007    | Canadian Open (2)             | 69-66-69-64=268       | −16    | 1 colpo | Vijay Singh                                           |
| 14  | 21 marzo, 2010     | Transitions Championship      | 67-68-67-69=271       | −13    | 1 colpo | K. J. Choi                                            |
| 15  | 18 aprile, 2010    | Verizon Heritage              | 67-68-67-69=271       | −13    | Playoff | Brian Davis                                           |
| 16  | 26 settembre, 2010 | The Tour Championship         | 67-65-70-70=272       | −8     | 1 colpo | Luke Donald                                           |
| 17  | 19 aprile, 2015    | RBC Heritage (2)              | 71-64-68-63=266       | −18    | Playoff | Kevin Kisner                                          |

## Tornei Major

### Vittorie (1)
| Anno | Campionato | 54 buche       | Punteggio di vittoria | Margine | Secondo        |
| ---- | ---------- | -------------- | --------------------- | ------- | -------------- |
| 2003 | U.S. Open  | 3 colpi in più | −8 (67-66-67-72=272)  | 3 colpi | Stephen Leaney |